# Wenfenglu (sockenhuvudort i Kina, Shandong Sheng, lat 37,13, long 119,93)
Wenfenglu (kinesiska: 文峰路, 文峰路街道) är en sockenhuvudort i Kina. Den ligger i provinsen Shandong, i den östra delen av landet, omkring 270 kilometer öster om provinshuvudstaden Jinan. Antalet invånare är 22 754. Befolkningen består av 11 100 kvinnor och 11 654 män. Barn under 15 år utgör 11,0 %, vuxna 15-64 år 75 %, och äldre över 65 år 13,0 %.
Runt Wenfenglu är det tätbefolkat, med 427 invånare per kvadratkilometer. Närmaste större samhälle är Weichanglu, 6,2 km norr om Wenfenglu. Trakten runt Wenfenglu består till största delen av jordbruksmark.
Genomsnittlig årsnederbörd är 712 millimeter. Den regnigaste månaden är juli, med i genomsnitt 275 mm nederbörd, och den torraste är januari, med 8 mm nederbörd.